# 7e étape du Tour d'Espagne 2025
Pour un article plus général, voir Tour d'Espagne 2025.
La 7e étape du Tour d'Espagne 2025 se déroule le vendredi 29 août 2025 entre Andorre-la-Vieille, en Andorre, et Cerler, en Aragon, sur une distance de 187 km.

## Parcours
Au départ de la capitale principautaire Andorre-la-Vieille, les coureurs rejoignent rapidement l'Espagne et la ville de La Seu d'Urgell. Cette étape comporte quatre cols à franchir, deux de 1re catégorie et deux de 2e catégorie. Le Port del Cantó (1re catégorie) est franchi après 38 kilomètres. L'étape se termine par l'ascension vers la station de ski de Cerler classée comme col de 1re catégorie.

## Résultats

### Classement de l'étape
| \| Classement de l'étape \| Classement de l'étape \| Classement de l'étape \| Classement de l'étape \| Classement de l'étape \| \| Coureur \| Coureur \| Pays \| Équipe \| Temps \| \| --------------------- \| --------------------- \| --------------------- \| --------------------- \| --------------------- \| |         |      |        |       |
| |         |      |        |       |
| Source : ProCyclingStats |         |      |        |       |
| Classement de l'étape |         |      |        |       |
| Coureur | Coureur | Pays | Équipe | Temps |

### Points attribués pour le classement du meilleur grimpeur
| \| Port del Cantó (km 37,9) 1re catégorie km à %) \| Port del Cantó (km 37,9) 1re catégorie km à %) \| Port del Cantó (km 37,9) 1re catégorie km à %) \| Port del Cantó (km 37,9) 1re catégorie km à %) \| Port del Cantó (km 37,9) 1re catégorie km à %) \| \| ---------------------------------------------- \| ---------------------------------------------- \| ---------------------------------------------- \| ---------------------------------------------- \| ---------------------------------------------- \| \| \| Coureur \| Pays \| Équipe \| Point(s) \| \| modifier \| \| \| \| \| |         |      |        |          |
| Port del Cantó (km 37,9) 1re catégorie km à %) |         |      |        |          |
| | Coureur | Pays | Équipe | Point(s) |
| modifier |         |      |        |          |

| \| Puerto de la Creu de Perves (km 107,7) 2e catégorie km à %) \| Puerto de la Creu de Perves (km 107,7) 2e catégorie km à %) \| Puerto de la Creu de Perves (km 107,7) 2e catégorie km à %) \| Puerto de la Creu de Perves (km 107,7) 2e catégorie km à %) \| Puerto de la Creu de Perves (km 107,7) 2e catégorie km à %) \| \| ----------------------------------------------------------- \| ----------------------------------------------------------- \| ----------------------------------------------------------- \| ----------------------------------------------------------- \| ----------------------------------------------------------- \| \| \| Coureur \| Pays \| Équipe \| Point(s) \| \| modifier \| \| \| \| \| |         |      |        |          |
| Puerto de la Creu de Perves (km 107,7) 2e catégorie km à %) |         |      |        |          |
| | Coureur | Pays | Équipe | Point(s) |
| modifier |         |      |        |          |

| \| Coll de L'Espina (km 141,5) 2e catégorie km à %) \| Coll de L'Espina (km 141,5) 2e catégorie km à %) \| Coll de L'Espina (km 141,5) 2e catégorie km à %) \| Coll de L'Espina (km 141,5) 2e catégorie km à %) \| Coll de L'Espina (km 141,5) 2e catégorie km à %) \| \| ------------------------------------------------ \| ------------------------------------------------ \| ------------------------------------------------ \| ------------------------------------------------ \| ------------------------------------------------ \| \| \| Coureur \| Pays \| Équipe \| Point(s) \| \| modifier \| \| \| \| \| |         |      |        |          |
| Coll de L'Espina (km 141,5) 2e catégorie km à %) |         |      |        |          |
| | Coureur | Pays | Équipe | Point(s) |
| modifier |         |      |        |          |

| \| Cerler (km 187) 1re catégorie km à %) \| Cerler (km 187) 1re catégorie km à %) \| Cerler (km 187) 1re catégorie km à %) \| Cerler (km 187) 1re catégorie km à %) \| Cerler (km 187) 1re catégorie km à %) \| \| ------------------------------------- \| ------------------------------------- \| ------------------------------------- \| ------------------------------------- \| ------------------------------------- \| \| \| Coureur \| Pays \| Équipe \| Point(s) \| \| modifier \| \| \| \| \| |         |      |        |          |
| Cerler (km 187) 1re catégorie km à %) |         |      |        |          |
| | Coureur | Pays | Équipe | Point(s) |
| modifier |         |      |        |          |

## Classements à l'issue de l'étape

### Classement général
| \| Classement général \| Classement général \| Classement général \| Classement général \| Classement général \| \| Coureur \| Coureur \| Pays \| Équipe \| Temps \| \| ------------------ \| ------------------ \| ------------------ \| ------------------ \| ------------------ \| |         |      |        |       |
| |         |      |        |       |
| Source : ProCyclingStats |         |      |        |       |
| Classement général |         |      |        |       |
| Coureur | Coureur | Pays | Équipe | Temps |

| Classement par points | Classement par points | Classement par points | Classement par points | Classement par points |
| Coureur               | Coureur               | Pays                  | Équipe                | Points                |
| --------------------- | --------------------- | --------------------- | --------------------- | --------------------- |

| Classement par points | Classement par points | Classement par points | Classement par points | Classement par points |
| Coureur               | Coureur               | Pays                  | Équipe                | Points                |
| --------------------- | --------------------- | --------------------- | --------------------- | --------------------- |

| Classement de la montagne | Classement de la montagne | Classement de la montagne | Classement de la montagne | Classement de la montagne |
| Coureur                   | Coureur                   | Pays                      | Équipe                    | Points                    |
| ------------------------- | ------------------------- | ------------------------- | ------------------------- | ------------------------- |

| Classement de la montagne | Classement de la montagne | Classement de la montagne | Classement de la montagne | Classement de la montagne |
| Coureur                   | Coureur                   | Pays                      | Équipe                    | Points                    |
| ------------------------- | ------------------------- | ------------------------- | ------------------------- | ------------------------- |

| Classement du meilleur jeune | Classement du meilleur jeune | Classement du meilleur jeune | Classement du meilleur jeune | Classement du meilleur jeune |
| Coureur                      | Coureur                      | Pays                         | Équipe                       | Temps                        |
| ---------------------------- | ---------------------------- | ---------------------------- | ---------------------------- | ---------------------------- |

| Classement du meilleur jeune | Classement du meilleur jeune | Classement du meilleur jeune | Classement du meilleur jeune | Classement du meilleur jeune |
| Coureur                      | Coureur                      | Pays                         | Équipe                       | Temps                        |
| ---------------------------- | ---------------------------- | ---------------------------- | ---------------------------- | ---------------------------- |

| Classement par équipes | Classement par équipes | Classement par équipes | Classement par équipes |
| Équipe                 | Équipe                 | Pays                   | Temps                  |
| ---------------------- | ---------------------- | ---------------------- | ---------------------- |

| Classement par équipes | Classement par équipes | Classement par équipes | Classement par équipes |
| Équipe                 | Équipe                 | Pays                   | Temps                  |
| ---------------------- | ---------------------- | ---------------------- | ---------------------- |